# Comuna Åkirkeby
Åkirkeby (Åkirkeby Kommune) a fost o comună din comitatul Bornholms Amt, Danemarca, care a existat între anii 1970-2006. Comuna avea o suprafață totală de 186,38 km² și o populație de 6.693 locuitori (2002), iar din 2007 teritoriul său face parte din comuna Bornholms.